# Жигмітова Ольга Чимітциренівна
Ольга Чимітциренівна Жигмітова — (рос. Жигмитова Ольга Чимитцыреновна; нар. 3 червня 1981, Первомайський, Забайкальський край, Російська РФСР) — російська оперна співачка (мецо-сопрано), солістка оперної трупи Бурятського державного академічного театру опери та балету імені  Г. Цидинжапова.

## Біографія
Навчалася в середній школі № 2 селища Таксімо Муйського району.
2000 року закінчила Улан-Уденський музичний коледж імені П. І. Чайковського по класу хорового диригування.
2002 року вступила до Санкт-Петербурзької консерваторії, на вокальне відділення, педагог — Заслужена артистка РРФСР, солістка Маріїнського театру Євгена Перласова.
Від 2008 до 2016 року — солістка Бурятського державного театру опери та балету.

## Репертуар
- Кармен («Кармен», Бізе)[1][2],
- Поліна («Пікова дама», Чайковський),
- Ольга («Євгеній Онєгін», Чайковський),
- Любаша («Царева наречена», Римський-Корсаков),
- Кончаківна («Князь Ігор», Бородін),
- Ульріка («Бал-маскарад», Верді),
- Дорабелла («Так чинять всі», Моцарт)[3]
- Амнеріс («Аїда», Верді)[4]
- Даліла («Самсон і Даліла», Сен-Санс)
- Фенена («Набукко», Верді)[4]
- партія меццо-сопрано («Реквієм», Верді).
- Ромео («Капулетті і Монтеккі», Белліні)
- Секст ("Милосердя Тіта ",  Моцарт)

Крім цього в її репертуарі арії і партії Аксіньї («Тихий Дон»), Фаворитки (Доніцетті), твори Джованні Баттіста Перголезі «Stabat Mater» («Стояла Матір») і Антоніо Вівальді «Gloria in Excelsis Deo» («Слава у вишніх Богу»), а також романси російських та європейських композиторів, старовинні російські романси, бурятські народні пісні, пісні радянських, російських і монгольських композиторів.

## Концертна і творча діяльність
Дала кілька сольних концертів у Москві, Парижі, Улан-Уде та Іркутську, в тому числі в Московському театрі естради в січні 2011 року в Московському Будинку романсу в квітні 2009 року, на симфонічній естраді в Сокольниках. Брала участь у концертах у Большому театрі і Колонній залі Будинку Спілок. Виступала перед Президентом Росії Дмитром Медведєвим під час його візиту до Бурятії.
Навесні 2009 року виступила на Фестивалі Бетховена в Королівському замку (Варшава), пройшла майстер-клас, який проводила Тереза Берганса.
У 2010 році пройшла стажування у відомої солістки Віденської опери Олівери Мілякович.
Співпрацює з Фондом російського романсу, директором якого є заслужений діяч мистецтв Росії Галина Преображенська.
Активна учасниця проекту «Романтика Романсу» (Канал «Культура») і проєкту «Нумо всі разом» (Росія1)

## Дискографія
- У вересні 2009 року записала сольний диск російського романсу під назвою «С милых уст кружева отведу»[8][9]. Диск записаний у співпраці з відомим композитором і піаністом, заслуженим артистом Росії Віктором Фрідманом.
- Навесні 2010 року випустила новий сольний диск під назвою «В свете лунных глаз»[10]. Записані пісні композитора Олени Врятував і поета Олександра Матвєєва. Піаніст — заслужений артист Росії Михайло Лінк.
- У 2012 році випустила диск «Музыка Любви» за участю Ч. Раднаєва та В. Лазарєва. Пісні композитора В. Усовича на слова В. Сліпенчука.

## Нагороди та премії
- У листопаді 2008 року стала лауреаткою гран-прі в конкурсі «Сибірська Романсіада» (Томськ).
- У грудні 2008 року — лауреатка міжнародної «Романсіади» (Москва)[11].
- У листопаді 2014 року — Гран-прі Міжнародного конкурсу імені Л. .Лінховоїна (Забайкальський край, Агінськоє)
- У листопаді 2014 року присвоєно почесне звання «Заслужений артист Республіки Бурятія»
- В грудні 2014 року стала лауреатом Державної премії Республіки Бурятія в галузі літератури і мистецтва за 2012—2013 роки
- У квітні 2016 року стала лауреатом Міжнародного конкурсу вокалістів «Vissi d'arte 2016» (Прага, Чехія).[12]
- У грудні 2016 року — фіналістка Міжнародного конкурсу Le Concours International de Belcanto Bellini (Марсель, Франція)